# 新日本文学会
新日本文学会（日语：しんにほんぶんがくかい）是一个日本文学组织。

## 历史
1945年8月第二次世界大战日本战败，受普罗文学思潮影响，同年12月正式成立，主要以藏原惟人、中野重治、宫本百合子为中心。1950年与日本共产党产生路线对立，1964年彻底断绝关系。2005年组织解散，最后一任议长是针生一郎。